# 全国ハウスクリーニング協会
公益社団法人全国ハウスクリーニング協会（ぜんこくハウスクリーニングきょうかい）は、ハウスクリーニング業に関する技能者の養成などを行う公益社団法人である。

## 概要
インテリアクリーニングの業務に関し技術の開発や技能者の養成等などを行い、公衆衛生の向上などを目的として
1979年12月に社団法人全国インテリアクリーニング協会が設立、後に名称を変更し全国ハウスクリーニング協会となる。
ハウスクリーニングの専門家の養成のための実務研修会の開催や、ハウスクリーニング技士通信訓練制度などを行っている。
2012年より、厚生労働大臣よりハウスクリーニング職種技能検定試験の指定試験機関との指定を受け、ハウスクリーニング技能検定の実施・運営をおこなっている。

## 沿革
- 1971年 7月 - 日本インテリアクリーニング協会設立。
- 1976年 2月 - 全国インテリアサービス協会と日本インテリアクリーニング協会が合併され、全国インテリアクリーニング協会が発足する。
- 1979年12月 - 厚生大臣から社団法人の設立の許可をうける。
- 2000年 2月 - 協会創立20周年記念式典及び祝賀会を開催。
- 2001年 4月 - 名称を変更し、「社団法人全国ハウスクリーニング協会」となる。
- 2001年 6月 - 第1回「ハウスクリーニングの基礎技術研修会」を開催。
- 2001年10月 - 「2級ハウスクリーニング技士通信訓練」開始。
- 2002年 4月 - 東京都知事から職業能力開発促進法の規定に基づく「普通職業訓練短期課程ハウスクリーニング科」の訓練校認可を受ける。
- 2004年 5月 - 協会設立25周年記念式典及び祝賀会を開催。
- 2006年 4月 - 「2級ハウスクリーニング技士」の名称が、「ハウスクリーニング技士」に改正される。
- 2009年12月 - 日本標準職業分類に「ハウスクリーニング職」が設定される。
- 2010年12月 - 「ハウスクリーニング」が技能検定職種に追加される。職業能力開発促進法施行令の一部改正する政令が公布される[2]。
- 2012年 4月 - ハウスクリーニングの技能検定試験を実施する厚生労働大臣指定試験機関の指定を受ける。
- 2013年 4月 - 内閣総理大臣より「公益社団法人」の認定を受け、旧社団法人から移行し「公益社団法人全国ハウスクリーニング協会」となる。

## 主な活動
- 技術研修
- ハウスクリーニング保険
- 技術研修テキストや関連書籍の出版